# Loughton (Metropolitano de Londres)

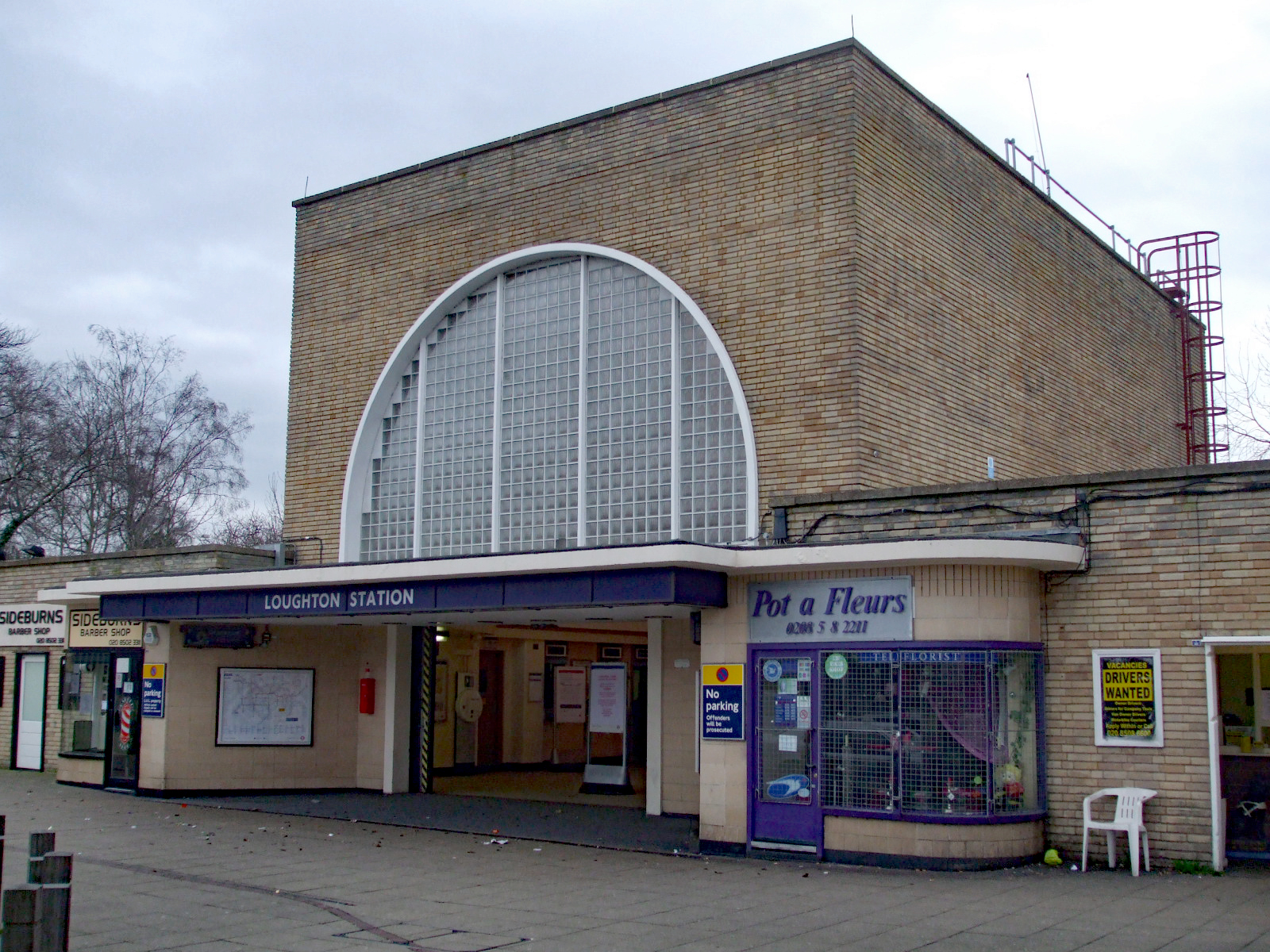
Edifício de acesso a estação.

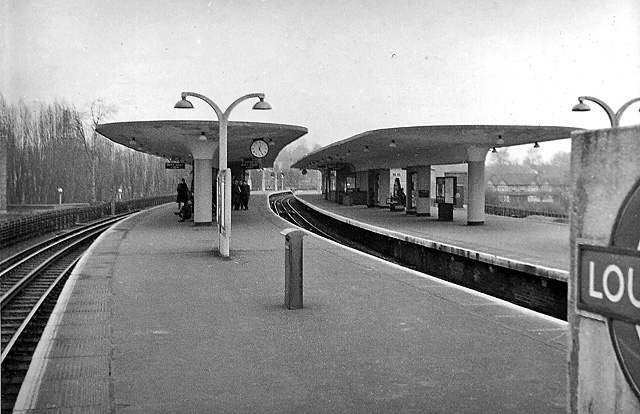
Vista das plataformas na direção norte (1957).

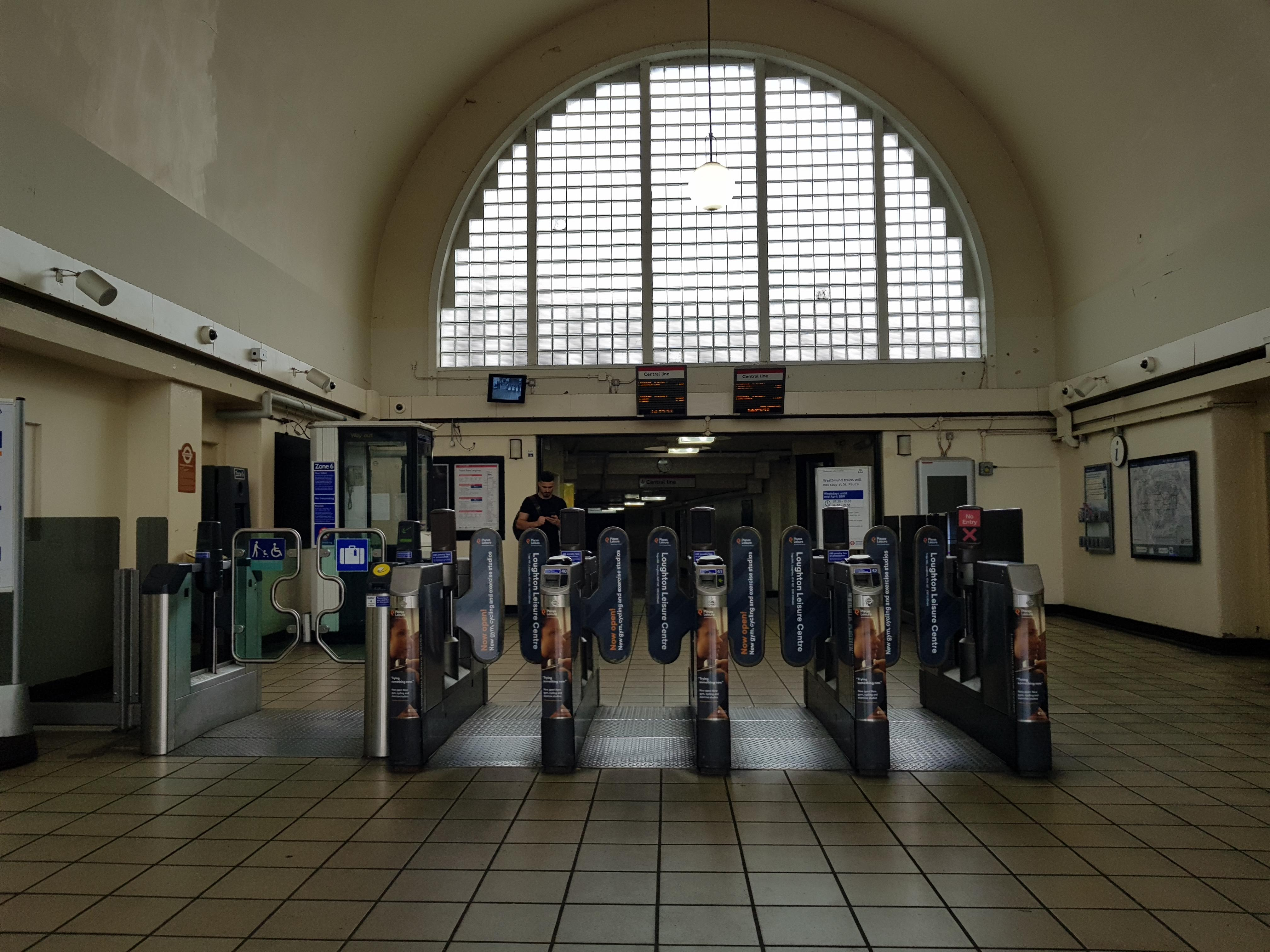
Catracas de entrada as plataforma.

A Estação Loughton é uma estação metroviária que pertence ao sistema de metropolitano de Londres. É uma das 14 regiões fora da Grande Londres tarifada pelo Travelcard. A estação está localizado na vila de Loughton, no distrito de Epping Forest em Essex. Em 2014, 3,26 milhões de passageiros utilizaram esta estação servida pela Linha Central.

## Arquitetura
O prédio da estação foi projetado por John Murray Easton, é um edifício tombado desde 1994. A ala principal consiste em um bloco quadrado alto dominado por grandes janelas em arco na parte superior. Este é acessado por duas alas simétricas e ao sul por por entrada.